# Josa i Tuixén
Josa i Tuixén è un comune spagnolo di 146 abitanti situato nella comunità autonoma della Catalogna.